# Kolar (obrtnik)
Kolar je obrtnik koji od drva izrađuje dijelove za zaprežna kola i fijakere te ih spaja u funkcionalnu cjelinu. Veći komadi drveta (trupci, oblice, cjepanice) se pilaju, tešu, blanjaju, glodaju i dube te se nakon te obrade u cjeline spajaju drvenim klinovima, čavlima, vijcima, ljepilima i metalnim okovima.
Kako bi dobili optimalnu težinu kola, rabili su nekoliko vrsta drva. Tako su npr. za izradu najzahtjevnijeg dijela, kotača, rabili bukvu, hrast i brijest. Izrađivali su i druge predmete od drva, npr. drške, grablje, vile i slično. Kroz povijest su uglavnom bili izučeni majstori, a obrt se nasljeđivao unutar obitelji.